# Rivière aux Rats (Lac Édouard)
Pour les articles homonymes, voir Rivière aux Rats.
La rivière aux Rats coule dans la municipalité de Lac-Édouard, dans l'La Tuque, dans la région administrative de la Mauricie, au Québec, au Canada.

## Géographie
La rivière comporte plusieurs tributaires qui drainent notamment les séries de lacs suivants :
- Lac Fogh, Beauchesne, Raquette, Terry, Fer à Cheval et lac aux Rats ;
- Lac du Tendre, Rond, du Levant, Plat, Clair, Pitre et au Canot ;
- Lac Travers ;
- Lac Boivin.

À partir du lac aux Rats (l'une des sources de la rivière), les eaux coulent vers le nord-est ; puis à partir du croisement des eaux de la décharge du lac Travers, la rivière coule vers le sud ; puis la elle bifurque vers le nord-est, où elle coule jusqu'à la rencontre de la décharge du lac Boivin ; de là, les eaux se dirigent vers le sud-est jusqu'à l'embouchure.
La rivière se déverse dans la « Baie des Rats » en face de l'île Adair et des deux presqu'îles à l'entrée de la baie ; la baie des rats constitue un appendice sur la rive-nord du lac Édouard.

## Toponymie
Le toponyme rivière aux Rats a été officialisé le 5 décembre 1968 à la Banque des noms de lieux de la Commission de toponymie du Québec.